# Operazione "Z"
Operazione "Z", anche noto come Operazione Zeta (One Minute to Zero), è un film statunitense del 1952, diretto da Tay Garnett, ambientato nella guerra di Corea.

## Trama
Corea, 1950. Il colonnello Steve Janowsky, istruttore per le truppe sud-coreane, deve organizzare l'evacuazione dei cittadini americani dalla penisola e preparare il terreno per lo sbarco delle forze internazionali. Impegnato a dare esecuzione agli ordini ricevuti, con il suo atteggiamento militaristico attira le antipatie di Linda Day, idealista funzionaria dell'ONU che presta assistenza ai rifugiati. Fra i due si anima un vivace scontro di opinioni e il colonnello è costretto ad allontanare la donna con mezzi sbrigativi.
In seguito il colonnello, ferito in combattimento, viene ricoverato in un ospedale giapponese dove incontra nuovamente la funzionaria e se ne innamora. Alla sua proposta di matrimonio, Linda risponde di no: ha già perso in guerra il primo marito e non vuole ripetere l'esperienza.
Una volta ristabilito, Janowsky torna in Corea e il dovere gli impone di bombardare una colonna di profughi, perché nelle loro file si sono infiltrati numerosi guerriglieri nord-coreani. Costretto a prendere provvedimenti drastici, viene aspramente criticato per il suo cinismo e Linda, quale rappresentante delle Nazioni Unite, dovrebbe firmare un benestare ma si rifiuta. Presto tuttavia al colonnello viene dato il merito di aver salvato l'esercito internazionale e di avergli dato modo di passare all'offensiva. Riconosciuto l'errore, Linda è costretta a scusarsi.
Promosso generale e inviato a Tokyo ad organizzare le truppe, incontra di nuovo Linda, adesso anche lei innamorata e pronta a correre insieme a lui i rischi della guerra.

## Produzione
Il produttore Edmund Grainger, già celebre per altri film di ambiente militare quali Iwo Jima, deserto di fuoco e I diavoli alati, poté realizzare questo film con il supporto dell'esercito americano, girando in Colorado e servendosi anche di riprese dal vero filmate in Corea durante la guerra. Il regista avrebbe dovuto essere Ted Tetzlaff, ma Grainger pretese un nome più "prestigioso" e la RKO assegnò il film a Tay Garnett. Ann Blyth sostituì all'ultimo momento Claudette Colbert, ammalatasi di polmonite pochissimi giorni prima dell'inizio delle riprese, ma la coppia Blyth-Mitchum non funzionò bene, per il divario di stile e di personalità fra i due.
Ci fu una controversia fra la RKO e l'esercito americano, che avrebbe voluto togliere il supporto al film quando i consulenti vennero a sapere della scena in cui i profughi venivano bombardati, ma lo stesso Howard Hughes, proprietario della RKO, si oppose al taglio dell'episodio.

## Colonna sonora
Tra le musiche scritte da Victor Young per questo film, venne lanciata anche la canzone When I Fall in Love, che per l'occasione venne eseguita da Doris Day. Il brano divenne poi un evergreen nell'interpretazione registrata qualche anno più tardi da Nat King Cole.